# Charles Tillon
Charles Joseph Tillon (Rennes, 3 luglio 1897 – Marsiglia, 13 gennaio 1993) è stato un partigiano, politico e saggista francese, esponente del Partito Comunista Francese che ricoprì cariche istituzionali tra cui i ministeri dell'aria (Ministre français de l'Air), agli armamenti (Ministre de l'Armement) e della ricostruzione e urbanizzazione (Ministre de la Reconstruction et de l'Urbanism) durante il secondo dopoguerra.

## Incarichi governativi
- Ministro dell'aria (Ministre de l'Air) durante il governo de Gaulle I, Governo provvisorio della Repubblica francese, dal 10 settembre 1944 al 21 novembre 1945.
- Ministro agli armamenti (Ministre de l'Armement) durante il governo de Gaulle II, Quarta Repubblica francese, dal 21 novembre 1945 al 26 gennaio 1946.
- Ministro agli armamenti (Ministre de l'Armement) durante il governo Gouin, Quarta Repubblica francese, dal 26 gennaio al 24 giugno 1946.
- Ministro agli armamenti (Ministre de l'Armement) durante il governo Bidault I, Quarta Repubblica francese, dal 24 giugno al 16 dicembre 1946.
- Ministro della ricostruzione e dell'urbanizzazione (Ministre de la Reconstruction et de l'Urbanisme) durante il governo Ramadier I, Quarta Repubblica francese, dal 22 gennaio al 4 maggio 1947.